# Ordinary Decent Criminal
Pour plus de détails, voir Fiche technique et Distribution.
Ordinary Decent Criminal est un film américain réalisé par Thaddeus O'Sullivan sorti en 2000, en partie inspiré par la vie du gangster Martin Cahill, déjà portée à l'écran deux ans plus tôt par John Boorman dans Le Général.

## Synopsis
Michael Lynch, un père de famille respectable, défend depuis toujours ses convictions contre les autorités. Bigame, escroc et cambrioleur hors pair, il mène avec sa bande de truands une existence au-dessus des lois. Michael ne perd pas une occasion de ridiculiser les policiers à sa poursuite. Cependant son goût pour ses pratiques et pour les sommes d'argent qui en résultent vont le hisser au sommet du grand banditisme, où il risque gros.

## Fiche technique
- Titre : Ordinary Decent Criminal
- Réalisation : Thaddeus O'Sullivan
- Scénario : Gerard Stembridge
- Musique : Damon Albarn
- Photographie : Andrew Dunn
- Montage : William M. Anderson (en)
- Production : Jonathan Cavendish (en)
- Société de production : Icon Entertainment International, Little Bird, Miramax, Tatfilm et Trigger Street Productions
- Société de distribution : Pyramide Distribution (France)
- Pays :  Irlande,  Allemagne,  Royaume-Uni et  États-Unis
- Genre : Comédie
- Durée : 93 minutes
- Dates de sortie : 
  -  Irlande : 7 janvier 2000
  -  France : 19 juillet 2000

## Distribution
- Kevin Spacey (VF : Samuel Labarthe) : Michael Lynch
- Linda Fiorentino (VF : Francine Laffineuse) : Christine Lynch
- Peter Mullan (VF : Joël Zaffarano) : Stevie
- Stephen Dillane (VF : Jérôme Keen) : Noel Quigley
- David Hayman (VF : Jean-Claude Lecas) : Tony Brady
- Helen Baxendale : Lisa
- Bill Murphy (VF : Tanguy Goasdoué) : Barry
- Patrick Malahide (VF : Jean-Luc Kayser) : le commissaire Daly
- Gerard McSorley (VF : Michel Le Royer) : maître Harrison
- David Kelly : Fr Grogan
- Gary Lydon (en) : Tom Rooney
- Tony Coleman (VF : Luc Florian) : Conney
- Paul Ronan (VF : Alexandre Gillet) : Billy Lynch
- Ross Dungan (VF : Julien Bouanich) : Tommy Lynch
- Vincent Regan (VF : Arnaud Bedouët) : Shay Kirby
- Colin Farrell (VF : Fabrice Josso) : Alec
- Tim Loane (VF : Gérard Darier) : Jerome Higgins
- Paul Hickey (VF : David Kruger) : Gerry
- Christoph Waltz (VF : Arnaud Arbessier) : Peter
- Conor Evans (VF : Bernard Dhéran) : le juge
- Conor Mullen (VF : Patrick Mancini) : maître McHale
- Michael Hayes (VF : Boris Rehlinger) : le fiancé de la fille du juge

Source et légende : Version française (V. F.) sur Voxofilm

## Autour du film
Le personnage principal est basé sur Martin Cahill, un criminel irlandais surnommé le Général. Le réalisateur Thaddeus O'Sullivan avait commencé à adapter le livre "The General" du journaliste Paul Williams, mais en a abandonné une adaptation directe, se sentant trop limité par les contraintes d'un biopic. Il a ainsi développé sa propre histoire, vaguement basée sur Martin Cahill. Le projet initial de biopic a finalement été écrit et réalisé par John Boorman.